# Đống Mác
Đống Mác là một phường thuộc quận Hai Bà Trưng, thành phố Hà Nội, Việt Nam.
Phường Đống Mác có diện tích 0,15 km², dân số năm 2022 là 9.815 người, mật độ dân số đạt 65.433 người/km².